# 代将 (アメリカ海軍)
代将（だいしょう、英: Commodore）は、かつてアメリカ海軍において大佐の上に存在した階級。その地位は海軍の創設以来複雑な経緯をたどり、現在では階級でなく単なる称号の扱いとなっている。
アメリカ議会は1862年まで、海軍にいかなる提督も置く意思がなかったので、代将の地位は実質的に海軍軍人の最高位であった。しかしアメリカの代将はイギリスの当時のそれと同じように、高位の階級ではなく、艦長が就く一時的な職位にすぎなかった。当時、アメリカの代将はイギリスの代将（Commodore）やフランスの「シェフ・デスカードル」（Chef d'escadre）のように、先任の艦長にすぎず、少数の戦隊を指揮するか、何か特別な任務を与えられるときに一時的に任命されるものであった。階級はあくまで大佐だったので、その使用と儀礼も、その任命期間に限られていた。
その後、代将（コモドー）はその時の政治情勢等によって正規の階級になったり、また一時的な称号に戻ったりなどを繰り返しつつ、現在に至っている。

## 歴史
アメリカ海軍の草創期には、代将の任命対象は艦長に限定されなかった。アイザック・ハル艦長は、階級のこれ以上の昇進がないことに憤慨して、1814年にこのように書いている。
（もし提督の存在が認められないのなら、）「切り離された海域で砲艇を指揮している士官候補生がみな代将を名乗る」のをなんとかして禁止しなければならない。
結局、代将の任命はより厳格化され、海軍省による任命の対象は艦長に限定された。しかし、その称号を終身維持出来るかどうかはさらに議論の対象となった。1857年に、議会は「海将」（Flag Officer）という階級を創設した。この一般的な称号は「海軍の効率化を進めるために」考えられたが、以前の慣行とほとんど異なる所がなかった。名目的な「代将」と同じく、「海将」も一旦彼らの戦隊に割当てられた任務が完了すれば艦長に戻ったのである。

### 南北戦争での転換
議会は当初、海軍に 4 つ以上の士官階級 (大佐、中佐、大尉、士官候補生)を認可することに消極的であったが南北戦争の開始に伴う深刻な士官の不足により、海軍の伝統は無視され、代将はついに恒久的な階級となり、1862年7月16日に18人が任命された。1863年には、第1線部隊の指揮官という制限も外され、薬剤、軍医、主計、被服、機関および造船と補給の各部門の長が代将に任じられた。

### 将官の必要性
代将の階級は、1899年まで存在したが、同年の「海軍兵員法（the Naval Personnel Act）」の成立により、代将はすべて少将に任じられた。その理由は、代将は将官とは見なされないため、諸外国の代表者たる士官たちとの交流の中でしかるべき尊敬を得られず、個人の名誉も国の尊厳も損なわれることに海軍省が気づいたからであった。
しかし代将であった者すべてに少将の給与を支払うことは負担であったため、議会は少将名簿の下半分の者に陸軍准将と同じ給与を支払うこととした（少将の数が奇数の場合は下半分の方が多くなることになっていた）。すべての海軍少将（上半分（アッパー・ハーフ、Upper Half）も下半分（ロワー・ハーフ、Lower Half）も）は、陸軍少将と同等で、三角旗でなく将官旗を掲げ、礼砲も13発とされた。そのため最高裁判所は代将の階級は海軍から削除され、陸軍准将に相当する階級は無くなったと判断した。この決定は陸軍准将の不満を招いた。陸軍准将は、この決定によってそれまで自分たちより下位にいた士官に名目上追い越されたかたちになってしまうのである。これは陸海軍の間で論争となり、結局1916年、陸軍は准将を「最上級の佐官」から「最下級の将官」に格上げし、海軍の少将（ロワー・ハーフ）に等しいものと位置づけた。そして海軍少将（アッパー・ハーフ）は陸軍少将と等しいこととされた。

### 第二次世界大戦
海軍省は、第二次世界大戦の海軍拡張により指揮官を多数任命することによって、戦後になって提督の供給過剰が起きることを懸念した（将官への昇進は連邦議会の上院の同意で決定される事項だが、陸軍将校は戦時に編制される合衆国陸軍(Army of the United States)と連邦常備陸軍(Regular Army)の2つの階級を持ち、戦時昇進は合衆国陸軍の階級で行われるシステムなので、戦後に合衆国陸軍の編制を解くことにより将官を佐官に戻すことができる）。しかし、一部の海軍大佐はより高い指揮権と責任を持っており、それを認めることが必要だった。アーネスト・キング提督は、これらの士官のために昔の代将の階級を復活させることを提案した。彼はこの階級がラインの士官に制限されるように指定し、フランクリン・ルーズベルト大統領はそれを承認した。1943年4月、海軍の星章1個の階級が復活した。実施段階ではラインの士官でなくても代将になることができた。戦争の終りまでに100人以上の代将が誕生したが、海軍少将に昇進できたのはごくわずかだった。代将への昇進は1947年に終わり、1950年までにすべて海軍を退いた。

### コモドー・アドミラル（1982年）
1982年に、星1つの将官の階級が「コモドー・アドミラル」の名で再登場したが、海軍作戦部長への多数の抗議により、翌年、単なる「コモドー」すなわち代将に変更された。1985年には、駆逐艦戦隊や哨戒艇隊、海軍航空団の先任大佐の職名としての代将が登場し始めた。この称号のみの代将と実際の階級である代将の混同を防ぐために、星1つの海軍将官は海軍少将（ロワー・ハーフ）となった。この時以降、代将は単なる称号となり、星1つの海軍将官はすべて海軍少将（ロワー・ハーフ）と呼ばれるようになった。

## 現在の用法
現在の海軍では代将は階級でなく称号に過ぎない。現在の代将は駆逐艦戦隊、巡洋艦戦隊、水陸両用戦隊、沿岸戦闘集団、潜水艦戦隊、航空団および海軍造船連隊を指揮する先任の海軍大佐のことである。それらの士官は「代将（コモドー）」と呼ばれるが、着用する徽章等は大佐のものである。
強襲揚陸艦の運用においては艦長たる海軍大佐とMEU指揮の海兵隊大佐の他に、代将（コモドー）たる先任の海軍大佐が司令官として乗り組み、強襲揚陸艦全体の指揮を執る。
横須賀のCVN73ジョージ・ワシントンにおいて2008年12月17日に行われたCTF70と75の司令官交代式では、新任の司令官はRear Adm. Kevin Donegan と紹介があったがロウアー（代将または准将の階級章太い金線1本）を着用し、前任のRear Adm. Richard B. Wrenは、アッパー（少将の階級章太い金線1本に細い金線1本）を着用していた。このことから、2008年現在でも准将職（星1つの将官）はコモドーとは呼ばれていないことがわかる。